# Francisco Xavier Mina
Xavier Martín Mina Larrea, (Otano, Navarra, España; 1 de julio de 1789-Fuerte de los Remedios, Pénjamo, Guanajuato, Nueva España; 11 de noviembre de 1817), apodado Mina el Mozo o Mina el Estudiante y conocido como Francisco Javier Mina (por su tío Francisco Espoz y Mina), fue un militar y guerrillero navarro que participó en la Guerra de la Independencia de España (contra los franceses) y en la Independencia de México (del lado de los insurgentes). Es un pionero de la guerra de guerrillas, una de las palabras que permitieron mantener viva la vida de la guerra de independencia de México.

## Juventud
Tercer hijo de tu Juan José Mina Espoz  y de María Andrés Larrea, familia de labradores acomodados de Otano, pequeña población situada en la falda norte de la Sierra de Alaiz, en las proximidades de Monreal e Idocin. Al cumplir 11 años sus padres lo enviaron a estudiar a Pamplona, donde vivió con sus tíos Clemente y Simona Espoz.
Hizo estudios de latín, matemáticas y humanidades en el Seminario de Pamplona, y pronto trabó amistad con el coronel retirado Juan Carlos de Aréizaga, quien mantenía una tertulia de jóvenes a los que aconsejaba y daba su interpretación de la marcha de las guerras europeas. Cuando llegó a la edad de 18 años se trasladó a Zaragoza, donde se inscribió en la Universidad e inició los estudios de Derecho. El 23 de marzo de 1808, cuando llegaron a la ciudad las primeras noticias del motín de Aranjuez, dirigió una revuelta estudiantil, que acabó con la quema del retrato de Manuel de Godoy en la plaza del Coso.
Coincidiendo con los sucesos del 2 de mayo en Madrid y el cambio de monarquía, regresó a Pamplona y de acuerdo con el coronel Aréizaga pasó a formar parte de la resistencia antifrancesa, realizando algunas acciones de espionaje en la vertiente norte de los Pirineos. En noviembre de 1808, y en calidad de ayudante del coronel, se trasladaron ambos a la ciudad de Zaragoza para ponerse al servicio de José de Palafox y Melci ante el anunciado segundo asedio francés. Terminado el segundo Sitio de Zaragoza se retiraron a Tortosa, donde el general Joaquín Blake encargó a Aréizaga el mando de las fuerzas de infantería del Ejército de la Derecha, dispuesto para liberar Zaragoza. Xavier Mina sirvió a las órdenes de Aréizaga, ascendido a general, hasta el verano de 1809, cuando -obedeciendo las instrucciones de los generales Blake y Aréizaga- regresó a Navarra para hacerse cargo del Corso Terrestre de Navarra, que inició sus acciones guerrilleras en el bosque del Carrascal en agosto de 1809.

## Guerra de Independencia en España
Los primeros componentes de la nueva guerrilla fueron Félix Sarasa, Ramón Elordio, Lucas Górriz, su tío Francisco Espoz y otros diez campesinos. Establecieron la base de sus acciones en Monreal, en las cercanías de Pamplona.
Los asaltos y emboscadas fueron dando sus frutos, con la toma de prisioneros, bagajes, enseres y dinero, lo que provocó una llegada continua de nuevos voluntarios que en pocas semanas engrosaron el número de componentes del Corso hasta alcanzar la cifra de 200. En Lumbier, tras la toma de ochenta caballos, creó la caballería del Corso.
En octubre de 1809 había una gran cantidad de jóvenes navarros que querían abandonar sus quehaceres e ir a pelear contra los franceses, por lo que se hizo popular el dicho de "irse a Mina". Los franceses, preocupados por el cariz que tomaban las acciones, enviaron al general D'Agoult a combatirlo, teniendo lugar la primera acción en Estella, donde Mina estuvo a punto de caer prisionero de no haber sido porque el estellés Hilario Martixa le ocultó y condujo a campo abierto.
Se reunió con los suyos en la venta de Urbasa. De ahí, camino de Viana tuvo otro encuentro con los franceses, perdiendo 18 hombres. En noviembre descansó en Los Arcos, adiestrando al personal de que disponía en aquel momento: 300 hombres de infantería y 100 de caballería. El Corso, por su número, versatilidad y maniobrabilidad, era ya un peligroso adversario para los invasores.
Desde el comienzo de sus acciones, Mina siempre había enviado a sus prisioneros al Depósito de Lérida. Mantenía con ellos una escrupulosa consideración. Sin embargo, la actitud de los franceses después de la acción de la Venta de Urbasa dio lugar a que nunca más los prisioneros franceses tuvieran garantía alguna de vida en el caso de caer prisioneros de la guerrilla. La razón fue que en tal acción fue capturado Vicente Carrasco, uno de los primeros guerrilleros, junto con otros 18 compañeros más. Los franceses ahorcaron en Pamplona a Carrasco y fusilaron a los otros dieciocho prisioneros.
Poco después, en Tiermas, el Corso navarro y la guerrilla del aragonés Miguel Sarasa emboscaron a una columna francesa de unos 500 hombres. Este fue el primer combate en campo abierto y siguiendo tácticas de estrategia puramente militar. A partir de ese momento, el Corso no tuvo descanso. Se sucedieron las acciones: Alto de Rocaforte, Caparroso, Los Arcos, Torres, el desgraciado asalto de Tudela, etc. Las fuerzas guerrilleras a las órdenes de Mina se adueñaron de las rutas de Navarra con el Alto Aragón. En diciembre, tras la batalla de Tudela, Mina reestructuró el Corso, compuesto por 1200 hombres de infantería y 150 de caballería, que a partir de entonces se llamó "Primero de Voluntarios de Navarra".
La siguiente acción fue la de Mendigorría. Después, el ataque y toma de Sangüesa, desde la que marchó hacia las Cinco Villas, en Aragón.
Napoleón, ante la actividad llevada a cabo por Mina, ordenó al general Harispe –navarro francés– perseguir y terminar con los "voluntarios" de Navarra. Enterado el navarro, sorprendió y derrotó al general francés en la carretera de Tudela, ocasionándole numerosos muertos y unos 140 prisioneros. Pasó a Monreal, atacando antes a los franceses en Tiebas. Se volvió hacia Tafalla, donde sorprendió a la guarnición, haciendo preso al comandante francés y obteniendo gran cantidad de víveres y pertrechos.
Continuó hacia Miranda de Arga y Sesma. Más tarde, se entrevistó en Lérida con los generales Enrique O'Donnell y Conde de Orgaz, regresando a principios de marzo a Navarra sin haber alcanzado acuerdos importantes. Días después, con unos 700 hombres, reanudó su actividad desde Ribas, atacó en Ejea, luchó en las cercanías de Zuera, tomó un convoy de 40 carros de artillería y varios furgones en Caparroso y asaltó Puente la Reina en un rosario de operaciones de continuo acoso a los franceses.
A finales de marzo Mina decidió descansar en Labiano, en las proximidades de Pamplona, con tan solo 14 hombres. Este era un lugar peligroso y sin fácil posibilidad de huida en caso de verse atacado. A los pocos días, una columna al mando del oficial Schmitz le descubre y ordena los movimientos conducentes para atraparlo en el pueblo. Tras una maniobra de distracción para que sus hombres pudieran huir, el 29 de marzo de 1810 fue alcanzado mientras se dirigía a las alturas inmediatas. Herido de un sablazo en el brazo izquierdo, acabó siendo hecho prisionero.
Llevado a Pamplona, fue encerrado en la fortaleza y sometido a interrogatorio. Días después, el 3 de abril, es conducido a Francia con una escolta de unos 400 soldados, cruzando el río Bidasoa cuatro días más tarde. Una vez en Bayona, Schmitz le entrega al general Hedouville, quien le encierra en el Castillo Viejo, donde permanecería durante mes y medio. Estando en prisión le llegaron noticias relativas a lo que sucedía en Navarra, donde su tío Francisco Espoz Ilundain se había hecho con el mando de los voluntarios, había tomado el apellido de su sobrino y había reorganizado el grupo guerrillero que acabaría convirtiéndose en la "División de Navarra", titulándose él mismo como "General Mina".
El 19 de mayo Mina sale hacia París, convertido por Napoleón en "preso de Estado", acompañado solamente por el practicante Hariague, que continuará haciéndole curas en el brazo, y el teniente Etchegaray de la Gendarmería francesa. Llegaron el 25 de mayo a la capital, siendo trasladado al Castillo de Vincennes, donde bajo la tutoría del general francés Victor de Lahorie, encerrado por su oposición al Emperador, se dedicó a estudiar matemáticas y técnicas militares. En Vincennes se encontraba encerrado, entre otros ilustres prisioneros, el general José de Palafox. El 8 de febrero de 1814, próxima la derrota de Napoleón, Mina es trasladado a Saumur, donde coincidió con otros generales españoles también prisioneros: Abad, Blake, Camino, Lardizábal, La Roca, Marcó de Pont, O'Donnell y Santa Cruz.

## Final de la guerra: El pronunciamiento

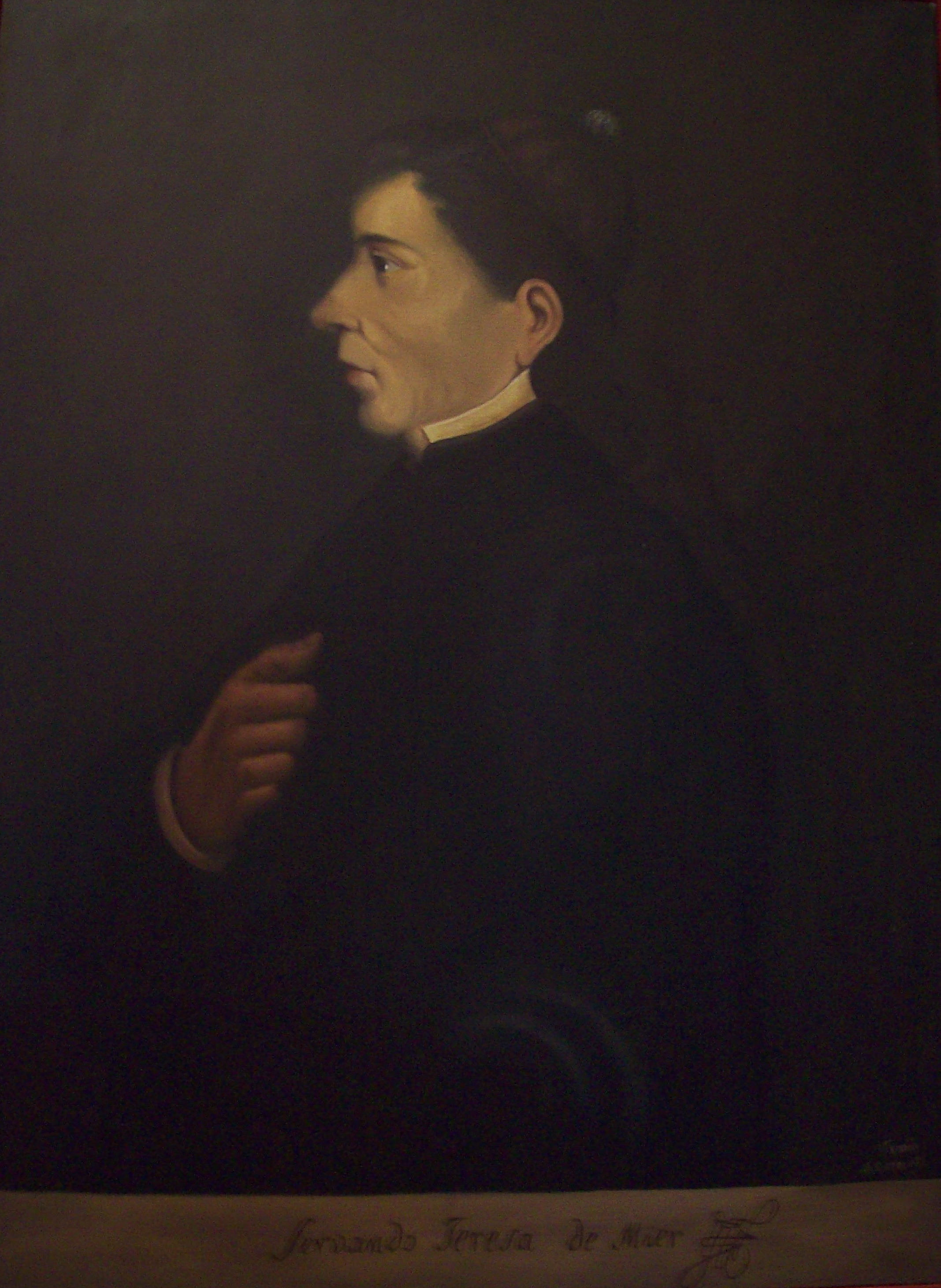
Fray Servando Teresa de Mier, óleo del en el Museo Nacional de las Intervenciones.

El 1 de abril, tras la toma de París por las tropas de Prusia y de Rusia, se había puesto en libertad a todos los "prisioneros de Estado" de Napoleón, pero a quienes se encontraban en la fortaleza de Saumur la orden de libertad no les llegó hasta el 14 de ese mes.
El 16 de abril de 1814, Mina sale con dirección a Navarra. Al llegar a Bayona conoce el lugar donde se encuentran las tropas de la "División de Navarra", en Lacarre (Francia), ocupadas en el bloqueo de San Juan de Pie de Puerto, con 11 000 hombres de infantería, caballería y artillería al mando del Mariscal de Campo Francisco Espoz y Mina. Su llegada a Lacarre coincide con el fin de la guerra, por lo que en compañía de su tío regresa a España a través de Valcarlos y Roncesvalles, llegando a primeros de mayo a Pamplona.
Entre tanto Fernando VII había regresado a España y el 4 de mayo de 1814 firmó en Valencia un decreto por el que declaraba la nulidad de la Constitución de 1812 y todo cuanto se había actuado a partir de su renuncia al trono y su estancia obligada de seis años, retenido en el palacio francés de Valençay por órdenes de Napoleón. A partir de mayo se desplegó por toda España una represión generalizada de quienes habían colaborado o participado en las actividades de los gobiernos liberales de 1808 a 1814.
Ante el peligro del desmantelamiento de la "División de Navarra" y con la ingenua finalidad de solicitar del rey la reposición de la Constitución, Francisco Espoz y Xavier Mina se trasladaron en julio a Madrid, donde Espoz pidió además que se concediera a su sobrino el grado de Coronel y el mando del Regimiento Húsares de Navarra, en mérito a su brillante expediente y a los cuatro años que pasó prisionero en Francia.
Rechazadas sus peticiones por el ministro Eguía, volvieron a Pamplona y, de acuerdo con lo acordado con otros generales liberales en Madrid, se dedicaron a preparar el pronunciamiento de sus tropas con intención de restablecer la Constitución de 1812. Así, el sábado 25 de septiembre se lleva a cabo un intento frustrado de pronunciamiento en Pamplona, aunque fracasaron las operaciones concertadas. Huyen por separado a través del Pirineo y se dirigen a Francia, quedando en reunirse en Dax.
El 4 de octubre Mina y seguidores, entre ellos el coronel Asura, son hechos prisioneros por los gendarmes franceses después de pasar la noche en Ainhice-Mongelos, siendo enviados a Pau, donde son interrogados y más tarde trasladados a Burdeos. El día 11 llegaron a esta ciudad varios oficiales españoles con intención de llevarse a los retenidos: Xavier Mina, coronel Asura, capitanes Fidalgo, Tolosana y Linzoáin, tenientes Asura, Erdozáin y Hernández y el capellán Michelena. Gracias a los derechos de asilo que ejerce el rey francés, Luis XVIII, se impidió su captura por los esbirros de Fernando VII y se les envió en calidad de prisión atenuada a la ciudadela de Blaye, en la desembocadura del río Garona.

## La Guerra de Independencia en México

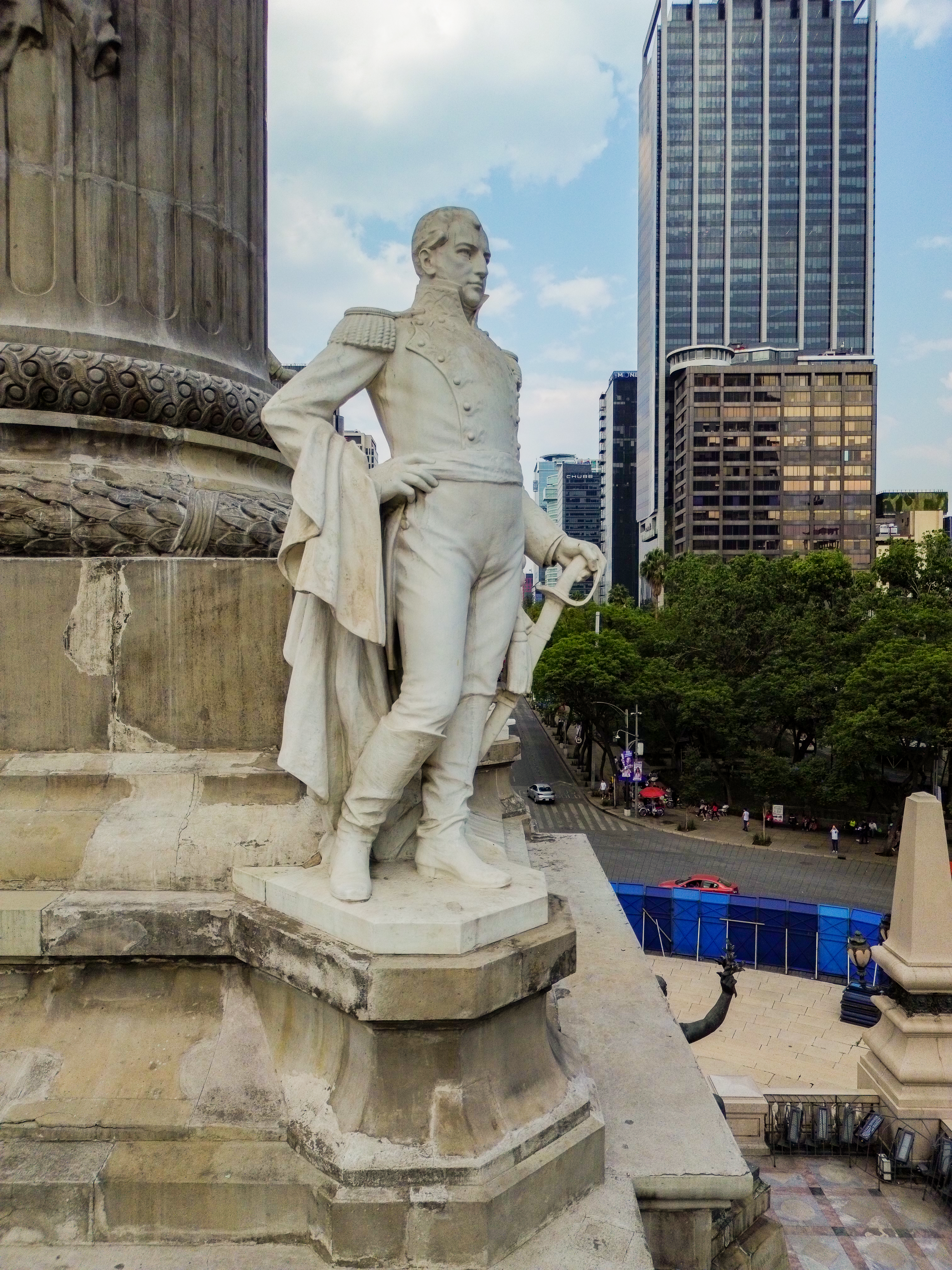
Escultura de Francisco Javier Mina en el Monumento a la Independencia, Ciudad de México.

Algún tiempo después Mina pasa a Bayona y desde allí embarca para Londres, Inglaterra, donde conoce a fray Servando Teresa de Mier, sacerdote mexicano, quién escribía sobre la guerra de Independencia de México, y planea formar una expedición para ayudar a los insurgentes de la Nueva España, invitando a Mina y a otros a dirigirse con él a Nueva España.
Algunos lores británicos liberales posibilitan la reunión de algo más de 20 oficiales españoles, italianos e ingleses, embarcándose el 15 de mayo de 1816 en Liverpool rumbo a los Estados Unidos. El 30 de junio llegan a Norfolk, Virginia, donde tuvo enormes dificultades para sacar adelante su empresa. Mina se reunió con un grupo de agentes hispanoamericanos para organizar la expedición. Manuel Torres, Miguel Santa María y José Rafael Revenga ayudaron a obtener el financiamiento de un grupo de comerciantes de Baltimore, mientras que Pedro Gual actuó como su agente de prensa. En septiembre, Mina navegó en dos barcos.
Finalmente pudo armar dos embarcaciones y una fuerza de 250 hombres al mando del corsario francés Louis-Michel Aury. La expedición zarpó el 27 de septiembre de Baltimore hacia Puerto Príncipe. De ahí partió el 23 de octubre, rumbo a la isla de Galveston, a donde arribó el 24 de noviembre de 1816.
Estuvo en Nueva Orleans y tras algún tiempo se embarcó de nuevo en Galveston, el 16 de marzo de 1817. En la desembocadura del río Bravo del Norte, en donde se detuvo para aprovisionarse de agua, dirigió el 12 de abril una proclama a sus soldados en la que pidió disciplina y respeto a la religión, a las personas y a las propiedades.
El 15 de abril desembarcó en Soto la Marina, Tamaulipas, en la desembocadura del río Santander, población que toma al estar abandonada. El 25 del mismo mes imprime otra proclama, en una imprenta que llevaba consigo, en la que hizo saber los motivos de su intervención en Nueva España.
Mina hizo público un manifiesto afirmando que no combatía la soberanía española en sus territorios de Ultramar, sino la tiranía del rey Fernando VII. No obstante, se nombró general de la "División Auxiliar de la República Mexicana", y el 24 de mayo empezó a avanzar hacia el interior del país para unirse a los insurgentes de Pedro Moreno en el Fuerte del Sombrero, al noreste de Guanajuato.

"(...) Mexicanos: permitidme participar de vuestras gloriosas tareas, aceptad los servicios que os ofrezco en favor de vuestra sublime empresa y contadme entre vuestros compatriotas. ¡Ojalá acierte yo a merecer este título, haciendo que vuestra libertad se enseñoree o sacrificándole mi propia existencia! Entonces, en recompensa, decid a vuestros hijos: "Esta tierra fue dos veces inundada en sangre por españoles serviles, vasallos abyectos de un rey; pero hubo también españoles liberales y patriotas que sacrificaron su reposo y su vida por nuestro bien".
Proclama de Francisco Xavier Mina al desembarcar en el Nuevo Santander.
Soto la Marina, 25 de abril de 1817.

El 17 de mayo se presenta en Soto la Marina la fragata de guerra española Santa Sabina, hundiendo uno de los barcos de Mina. Otro barco pudo huir y el tercero quedó embarrancado. Mina sale de su campamento el día 24 con 300 hombres, apoderándose de 700 caballos en la Hacienda del Cojo, y deja la plaza al mando del teniente coronel catalán José Sardá. Posteriormente se interna en la sierra de Tanchipa, pasando el día 5 por Horcasitas (Cd. González), El Abra, y Baltazar (hoy Antiguo Morelos), donde duermen, para inmediatamente internarse en el estado de San Luis Potosí.
El 6 de junio toma Valle del Maíz; el 15, Peotillos; el 19, Real de Pinos; el 22 se une a una partida insurgente y el 24 entra en el Fuerte del Sombrero, defendido por el insurgente Pedro Moreno. Mientras tanto, en Soto la Marina los soldados que dejó fueron derrotados, siendo aprehendido, entre otros, el cura Mier (Fray Servando).
El 1 de agosto se presentó frente al Fuerte del Sombrero el mariscal Pascual Liñán con un poderoso ejército, sitiándolo. Los defensores del fuerte trataron de salir de él varias veces en busca de víveres, pero no lo consiguieron. Después logró escapar del cerco y tomar San Luis de la Paz.
Luchó en diversas plazas hasta que, desalentado por la indisciplina de sus tropas, el 12 de octubre llega a Jaujilla, donde estaba la Junta de Gobierno. La Junta le encomienda atacar Guanajuato, pero sus tropas son dispersadas por el enemigo.
Se refugió con el coronel Pedro Moreno en el rancho de "El Venadito", donde fueron atacados el 27 de octubre de 1817, muriendo Moreno. Mina fue hecho prisionero y llevado ante el coronel absolutista Orrantia, que al día siguiente entra en Silao con Mina prisionero y la cabeza del coronel Moreno clavada en una lanza. El virrey Apodaca fue premiado con el título de conde de Venadito por esta acción.
Días después, Mina es llevado al destacamento de Pascual Liñán. El 11 de noviembre de 1817 fue conducido por un piquete a la cresta del Cerro del Bellaco o Cerro del Borrego, frente al fuerte de los Remedios, cerca de Pénjamo, donde fue fusilado por los soldados del Batallón de Zaragoza. Sus restos descansan en la Columna de la Independencia en la Ciudad de México.
Pese a su brevedad, la campaña de Mina fue una acción de guerra de suma importancia en el período de la Guerra de Independencia de México, conocido como "Etapa de Resistencia de la Independencia de México", cuando se tenía la impresión del gobierno español que las tropas realistas podrían derrotar al ejército insurgente mexicano.
En 1976 el director de cine donostiarra Antxon Eceiza realizó en México una película basada en la vida de Francisco Xavier Mina, con el título de "Mina, viento de Libertad", protagonizada por el actor José Alonso, en el papel del General Mina. Esta película está basada en la llegada de Mina al territorio mexicano y las campañas que tuvo contra el ejército realista.